# Patinella (mosdiertje)
Patinella is een geslacht van mosdiertjes uit de familie van de Lichenoporidae en de orde Cyclostomatida. De wetenschappelijke naam ervan werd in 1848 voor het eerst geldig gepubliceerd door Gray.

## Soorten
- Patinella aztiensis (Alvarez, 1995)
- Patinella brusinae (Neviani, 1939)
- Patinella distincta (Alvarez, 1993)
- Patinella flosculus (Hincks, 1862)
- Patinella guanformis Liu, Liu & Zágoršek, 2019
- Patinella mediterranea (de Blainville, 1834)
- Patinella multicentra (Kluge, 1955)
- Patinella radiata (Audouin, 1826)
- Patinella sibirica (Kluge, 1955)
- Patinella tonica (Marcus, 1955)
- Patinella verrucaria (Linnaeus, 1758)